# Тихое место 2
«Тихое место 2» (англ. A Quiet Place: Part II) — американский постапокалиптический фильм ужасов режиссёра Джона Красински с Эмили Блант, Миллисент Симмондс, Ноа Джуп и Киллиан Мерфи в главных ролях. Его премьера состоялась в Нью-Йорке 8 марта 2020 года. Выход в широкий прокат планировался в марте 2020 года, из-за пандемии COVID-19 его перенесли на 17 сентября 2020 года, а позже — на май 2021 года.

## Сюжет
Предпосылка:
|                    | Following the deadly events at home, the Abbott family must now face the terrors of the outside world as they continue their fight for survival in silence. Forced to venture into the unknown, they quickly realize that the creatures that hunt by sound are not the only threats that lurk beyond the sand path. |  | После смертоносных событий дома семья Эбботт должна теперь столкнуться с ужасами внешнего мира, по мере того как они продолжают свою борьбу за выживание в тишине. Вынужденные отправиться в неизвестность, они быстро понимают, что существа, которые охотятся на звук, — не единственная угроза, скрывающаяся за песчаной тропой. |  |
| Paramount Pictures | |  | |  |

Действие фильма происходит как продолжение событий, рассказанных в первой части, а также содержит её краткую предысторию. В начале фильма в формате флешбэка идёт рассказ о первом дне (именуемом в фильме «тот день»). День, когда всё началось. Ли (Джон Красински) заходит в супермаркет, спеша на игру. В телевизоре магазина транслируются материалы предполагаемого взрыва из-за террористической атаки в торговом центре Нью-Йорка. Семья Эббот собирается на детской игре в бейсбол, в которой участвует Маркус (Ноа Джуп). Там также присутствует их друг Эммет (Киллиан Мерфи), интересующийся у Риган (Миллисент Симмондс), как показать на языке жестов «Ныряй» своему сыну, аналогично являющемуся игроком. Во время игры люди наблюдают внезапное падение метеорита неподалёку. Бушует паника. Пока Ли с дочкой и отдельно Эвелин (Эмили Блант) с сыновьями пытаются укрыться от нападения паукоподобных существ, пришельцы разносят город с его жителями.
После флэшбека события возвращаются к моменту, на котором закончилась первая часть. После гибели Ли оставшаяся семья Эббот покидает свой разрушенный дом и двигается дальше на поиски нового места пребывания. По дороге они попадают на территорию заброшенного завода, на территории которого Маркус получает ранение и им приходится убить одну из тварей с помощью усилителя и слухового аппарата Риган. В бегах они случайно натыкаются на выжившего — Эммета. Он прячет их в подземном убежище. Однажды по радио они слышат некую мелодию. Риган догадывается, что, в соответствии с текстом песни, это может быть сигнал от выживших с острова, расположенного неподалёку. Она самостоятельно уходит в поисках лодки. На помощь ей выдвигается Эммет, который спасает её от пришельцев и помогает найти лодку, чтобы добраться до острова. В порту они сталкиваются с группой выживших безумцев, которые пытаются их ограбить, увести с собой Риган и надругаться над ней. Эммет, вспомнив жест «Ныряй», который ему показала Риган 476 дней назад на школьной игре, просит её вырваться из рук мародера и упасть в воду. Начинается много шума и в эпицентр сбегаются монстры, которые уничтожают безумцев. Эммет в суматохе сумел вернуть их оружие — слуховой аппарат. Они спасаются и Эммет вместе с Риган уплывают на остров.
В это время Эвелин отправляется в руины города на поиски кислородных баллонов для дыхания малыша. В её отсутствие Маркус решает выйти на поверхность и своими действиями привлекает пришельца к их убежищу. В это время возвращается Эвелин, слышит рёв монстра и понимает, что Маркус в опасности. Заметив растёкшийся из трубы бензин рядом с бывшей лестницей, она вспоминает, что звук воды заглушает для слуха твари посторонние звуки. Она ставит в лужу баллон, привлекает монстра в её область и выстреливает в баллон, вследствие чего он взрывается и там образуется пламя, из-за которого срабатывает система пожаротушения, обрызгивая пространство водой. Благодаря этому Эвелин удаётся обойти чудовище, проникнуть в убежище и спасти Маркуса и малыша, которые находились внутри запертой из-за спешки Маркуса печки и могли задохнуться.
Эммет и Риган попадают на остров. Там оказывается поселение выживших, которым удалось создать достаточно надёжное убежище, так как становится ясно: при всём своём могуществе твари не способны плавать. Тем не менее, вместе с Эмметом и Риган прибой приносит другую лодку, на которой спрятался один из пришельцев. Проникнув в поселение, он начинает разносить убежище и убивать жителей. Эммету и Риган вместе с одним выжившим (Джимон Хонсу) удаётся сбежать на местную радиостанцию, где Риган с помощью радио и ультразвука из слухового аппарата сможет победить тварь, а также передать радиосигнал с этим звуком. На радиостанции пришелец убивает выжившего с острова и легко ранит Эммета. В это время в убежище на материке другой пришелец почти настигает Эвелин, Маркуса и малыша. Благодаря пойманному радиосигналу от Риган, содержащему ультразвук, Маркус с помощью радиоприёмника убивает эту тварь, спасая свою семью.
Риган оставляет свой слуховой аппарат подключенным к микрофону радиостанции, позволяя любому, кто настроится на частоту, использовать её в качестве оружия против пришельцев.

## В ролях
| Актёр              | Роль               |
| ------------------ | ------------------ |
| Эмили Блант        | Эвелин Эбботт      |
| Миллисент Симмондс | Риган Эбботт       |
| Ноа Джуп           | Маркус Эбботт      |
| Джон Красински     | Ли Эббот           |
| Киллиан Мерфи      | Эммет              |
| Джимон Хонсу       | человек на острове |
| Скут Макнейри      | человек с пристани |

## Маркетинг
1 января 2020 года был представлен первый полноценный трейлер фильма длительностью 2 минуты и 37 секунд.
31 января был представлен второй трейлер, 3 февраля в ходе Супербоула был показан 30-секундный рекламный ролик.

## Производство
Оператором фильма стала Полли Морган, заменив на этом посту Шарлотту Брюс Кристенсен — оператора первого фильма. Для съёмок картины Морган продолжила использовать 35-мм плёнку, которая уже применялась при создании первой части. Ночные сцены были сняты с использованием киноплёнки Kodak Vision3 500T 5219, в то время как плёнка Vision3 250D 5207 использовалась в основном для дневных экстерьеров. Морган снимала с помощью фотокамер Panavision Panaflex Millennium XL2 и анаморфных объективов T-серии, которые были настроены в соответствии с объективами C-серии, которые Кристенсен использовала в первом фильме. Самым сложным моментом при съёмке фильма стала постановка освещения в сцене в кузнечном горне, который съёмочная группа назвала «Трубой смерти».
По сравнению с первым фильмом в сиквеле стало больше действия. Полли Морган описала замысел режиссёра Джона Красински так: «Джон хотел всегда держать камеру в движении и создавать длинные кадры, показывая в них, как нормальная жизнь может внезапно стать совсем другой и опасной». В процессе съёмок Морган использовала множество транспортных средств, на которых были размещены различные крепления камер, включая специальные краны и жилеты стедикам.
Для создания звукового дизайна сиквела Красински поручил звукорежиссёрам фильма Эрику Аадалу и Этану Ван дер Рину и звукорежиссёру перезаписи Брэндону Проктору попытаться «следовать правилам», установленным в первом фильме.